# 59e division d'infanterie (Allemagne)
La  59e division d'infanterie  (en allemand : 59. Infanterie-Division ou 59. ID) est une des divisions d'infanterie de l'armée allemande (Wehrmacht) durant la Seconde Guerre mondiale.

## Création
La 59. Infanterie-Division est formée le 26 juin 1944 dans le Wehrkreis II sur le Truppenübungsplatz (Terrain d'entraînement) de Groß-Born.
Il participe aux combats à Arnhem et est détruite dans la poche de la Ruhr en avril 1945.

## Organisation

### Commandants
| Date                          | Grade           | Commandant      |
| ----------------------------- | --------------- | --------------- |
| 5 juillet 1944 - Février 1945 | Generalleutnant | Walter Poppe    |
| Février 1945 - Mars 1945      | Generalleutnant | Hanskurt Höcker |

## Théâtres d'opérations
- France et Pays-Bas : Juillet 1944 - Décembre 1944
- Ouest de l'Allemagne : Décembre 1944 - Avril 1945

## Ordre de bataille
- Grenadier-Regiment 1034
- Grenadier-Regiment 1035
- Grenadier-Regiment 1036
- Divisions-Füsilier-Bataillon 59
- Artillerie-Regiment 159
- Pionier-Bataillon 159
- Feldersatz-Bataillon 159
- Panzerjäger-Abteilung 159
- Infanterie-Divisions-Nachrichten-Abteilung 159
- Kommandeur der Infanterie-Divisions-Nachschubtruppen 159

## Décorations
Des membres de cette division ont été récompensés à titre personnel pour leurs faits de guerre:
- Croix allemande
  - en Or : 3
- Croix de chevalier de la Croix de fer
  - 2